# 三野友華子
三野 友華子（みの ゆかこ、1973年10月1日 - ）は、日本の女優。兵庫県出身。アクロス エンタテインメント所属。身長153cm。血液型はA型。
ぶひ★WONDERのメンバーとしてバンド活動を行うほか、YuM（ユム）名義でソロ歌手としての活動も行っている。
趣味は舞台観賞・水墨画・詩を書く事、乗馬。特技は朗読・変身・片付け上手、我流水墨画も描く。

## 出演

### テレビドラマ
- 赤いシュート（フジテレビ、1986 - 1987年） - みっち 役
- わが歌ブギウギ（NHK、1987年）
- 松本清張スペシャル・微笑の儀式（日本テレビ、1995年） - ホステス・桃 役
- 御家人斬九郎（フジテレビ、1995 - 2002年）
- 素敵に女ざかり（NHK、1996年）
- いちご同盟（NHK、1997年）
- 仮面ライダークウガ（テレビ朝日、2000年）
- 忍風戦隊ハリケンジャー（テレビ朝日、2002年）
- 仮面ライダー龍騎（テレビ朝日、2002年）
- 愛の劇場、太陽と雪のかけら（TBS、2002年） - 藤吉メイ 役

### 映画
- びんばりハイスクール（1989年）
- ツルモク独身寮（1991年）
- わが心の銀河鉄道宮沢賢治物語（1996年）
- スーパーの女（1996年）

### オリジナルビデオ
- 「守ってあげたい」より 女教師・禁じられた情事（1996年）

### 舞台
- 外組特別番外公演vol.2「亀屋ミュージック劇場（ほおる）」（2024年）[2]

### ラジオ
- UP'SOUND TV（2005年10月 - ）

## ディスコグラフィ

### シングル
- STARDUST MESSAGE（2000年7月5日[3]）

### ミニアルバム
- 「想い・・」 〜Ballade 1st〜（2013年3月9日[4]）